# Hardwick (Northamptonshire)
Hardwick is een civil parish in het bestuurlijke gebied Wellingborough, in het Engelse graafschap Northamptonshire.